# Campionati del mondo di ciclismo su strada 2019 - Gara in linea femminile Elite
La gara in linea femminile Elite dei Campionati del mondo di ciclismo su strada 2019 si svolse il 28 settembre 2019 con partenza da Bradford ed arrivo ad Harrogate, nel Regno Unito, su un percorso di 149,4 km. La vittoria fu appannaggio dell'olandese Annemiek Van Vleuten, che completò il percorso in 4h06'05" alla media di 36,427 km/h, precedendo l'altra olandese Anna van der Breggen e l'australiana Amanda Spratt.
Presenti alla partenza 152 cicliste, delle quali 88 arrivarono al traguardo.

## Squadre e corridori partecipanti
| N.      | Cod. | Squadra     |
| ------- | ---- | ----------- |
| 1-8     | NED  | Paesi Bassi |
| 9-15    | ITA  | Italia      |
| 16-21   | DEU  | Germania    |
| 22-28   | AUS  | Australia   |
| 29-35   | USA  | Stati Uniti |
| 36-40   | BEL  | Belgio      |
| 41-45   | DNK  | Danimarca   |
| 46-51   | CAN  | Canada      |
| 52-58   | POL  | Polonia     |
| 59-64   | GBR  | Regno Unito |
| 65-70   | ESP  | Spagna      |
| 71-74   | RSA  | Sudafrica   |
| 75-79   | NOR  | Norvegia    |
| 80-85   | FRA  | Francia     |
| 86-87   | CUB  | Cuba        |
| 88-90   | LUX  | Lussemburgo |
| 91-94   | MEX  | Messico     |
| 95-99   | SWE  | Svezia      |
| 100-102 | SVN  | Slovenia    |
| 103-104 | JPN  | Giappone    |
| 105-107 | BLR  | Bielorussia |
| 108-109 | UKR  | Ucraina     |
| 110-112 | RUS  | Russia      |
| 113-114 | SUI  | Svizzera    |

| N.      | Cod. | Squadra           |
| ------- | ---- | ----------------- |
| 115     | ERI  | Eritrea           |
| 116-117 | NZL  | Nuova Zelanda     |
| 118-120 | COL  | Colombia          |
| 121-122 | ISR  | Israele           |
| 123     | CRC  | Costa Rica        |
| 124-125 | TTO  | Trinidad e Tobago |
| 126     | LTU  | Lituania          |
| 127-128 | AUT  | Austria           |
| 129     | CHI  | Cile              |
| 130-131 | BRA  | Brasile           |
| 132-134 | CZE  | Cechia            |
| 135-136 | CRO  | Croazia           |
| 137     | GRE  | Grecia            |
| 138     | IRL  | Irlanda           |
| 139-140 | SVK  | Slovacchia        |
| 141-142 | KAZ  | Kazakistan        |
| 143     | POR  | Portogallo        |
| 144     | ISL  | Islanda           |
| 145     | ZIM  | Zimbabwe          |
| 146     | EST  | Estonia           |
| 147     | URU  | Uruguay           |
| 148     | ARG  | Argentina         |
| 149     | PAR  | Paraguay          |

## Ordine d'arrivo (Top 10)
| Pos. | Corridore            | Squadra     | Tempo    |
| ---- | -------------------- | ----------- | -------- |
| 1    | Annemiek Van Vleuten | Paesi Bassi | 4h06'05" |
| 2    | Anna van der Breggen | Paesi Bassi | a 2'15"  |
| 3    | Amanda Spratt        | Australia   | a 2'28"  |
| 4    | Chloé Dygert         | Stati Uniti | a 3'24"  |
| 5    | Elisa Longo Borghini | Italia      | a 4'45"  |
| 6    | Marianne Vos         | Paesi Bassi | a 5'20"  |
| 7    | Marta Bastianelli    | Italia      | s.t.     |
| 8    | Ashleigh Moolman     | Sud Africa  | s.t.     |
| 9    | Lisa Brennauer       | Germania    | s.t.     |
| 10   | Coryn Rivera         | Stati Uniti | s.t.     |